# Хунте

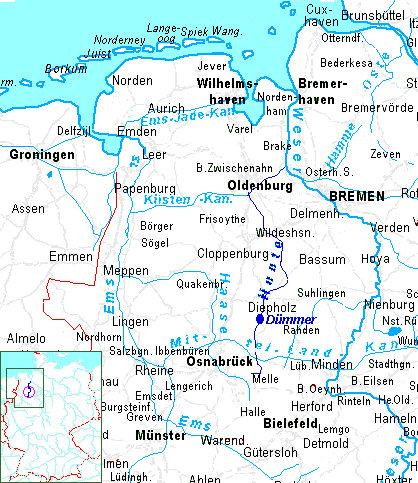

Хунте (нем. Hunte) — река в Германии в Нижней Саксонии. Является вторым по величине притоком Везера.
Длина реки составляет 189 км, площадь водосбора — 2785 км².

## География
Река берёт своё начало в Вихенгебирге южнее города Мелле (район Оснабрюк). Протекает через города Дипхольц, Вильдесхаузен и Ольденбург. В Бад-Эссене Хунте пересекает Среднегерманский канал. Впадает в Везер слева в Эльсфлете.